# Peniculisa wilsoni
Peniculisa wilsoni is een eenoogkreeftjessoort uit de familie van de Pennellidae. De wetenschappelijke naam van de soort is voor het eerst geldig gepubliceerd in 1977 door Radhakrishnan & Nair.